# Luis de Granada
Fray Luis de Granada, O.P., (Granada, 1504 - Lisboa, 31 de diciembre de 1588) fue un  teólogo y escritor dominico español. Es considerado Venerable por la Iglesia Católica.

## Biografía
Su nombre de pila fue el de Luis de Sarria y fue hijo de panaderos gallegos pobres. No está claro si sus padres procedían de Sarria, un pueblo de Lugo, aunque también se le relaciona con la pequeña localidad de Gesteira (Xesteira). Según algunas fuentes nació en la casa llamada Corral del Paso entre las calles Molinos y Santiago del Barrio del Realejo de Granada. Cuentan las fuentes que su madre ejercía de lavandera. Muy pequeño quedó huérfano de padre y la viuda tuvo que recurrir a la mendicidad para sobrevivir. 
Más adelante sería tomado bajo la protección de los Mendoza, condes de Tendilla, según se dice porque el joven Luis solía declamar a sus compañeros de juegos los sermones que había oído en la iglesia y al pasar por ahí el conde, Íñigo López de Mendoza, asombrado de ver a un pequeñín como aquel hablar y expresarse de aquella manera, lo tomó bajo su protección y lo hizo paje de uno de sus hijos, Diego Hurtado de Mendoza, luego famoso por su dedicación a la diplomacia, el espionaje y la literatura. Luis creció pues en la Alhambra, hogar de los Mendoza, y estudió Humanidades. 

### Formación
Ingresó en la Orden de Predicadores, tomando el hábito y haciendo la profesión solemne el 15 de junio de 1524 en el Convento dominico de Santa Cruz la Real de Granada.
Cursó sus estudios de Filosofía en el Studium generale del mencionado convento, estudiando, entre otros manuales, las Summulae logicalis de Pedro Hispano y las obras de Aristóteles. Consta que durante esta época leyó con avidez a Virgilio, a Séneca y a Boecio. Al culminar sus estudios filosóficos inició los de Teología, estudiando las obras de Santo Tomás de Aquino -especialmente la Summa theologiae- y las Novarum deffensionum del arzobispo Diego de Deza, O.P. Su formación, como la de todos los frailes dominicos de la época, fue estrictamente tomista. 
Después de haber cursado un año de Teología en el Studium generale del Convento dominico de Santa Cruz la Real es enviado a continuar sus estudios teológicos en el prestigioso Colegio de San Gregorio de Valladolid. Juró los estatutos del colegio el 11 de junio de 1529. Fue entonces cuando cambió su nombre por fray Luis de Granada. Entre sus maestros y condiscípulos en Valladolid se encuentran Diego de Astudillo, O.P., Bartolomé de Carranza, O.P., Melchor Cano, O.P., y Pedro de Sotomayor, O.P. Permanece en el colegio por cinco años.

### Restaurador de Escalaceli
En el verano de 1534 está en Sevilla. Intentó partir como misionero a Nueva España, pero el intento se ve frustrado. A mediados de los treinta es enviado a restaurar y regir el Convento de Santo Domingo de Escalaceli (Córdoba), fundado por el Beato Álvaro de Córdoba, O.P. Durante su estancia en este convento se entrega al estudio de la Biblia y de los escritos de los Santos Padres. De esta época cordobesa data su profunda amistad con San Juan de Ávila. Es precisamente en ese santuario donde escribe su Libro de la oración y meditación -revisado finalmente en Évora (Portugal), donde habitó desde principios de 1551-. Se imprime en Salamanca en 1554.

### Predicador General
En 1545 abandona el convento de Escalaceli y un año después, en 1546, fue nombrado Predicador General e inicia su etapa como predicador ambulante por diferentes púlpitos de la geografía española, compaginando esa misión con el cargo de prior del Convento de Palma del Río (1546-1549) y el de prior del Convento de Badajoz (desde 1549). 

### Marcha a Portugal
En 1551 marchó a Évora (Portugal) invitado por el arzobispo de esa ciudad para defender con su don de la palabra -ya era considerado entonces el mejor tratadista de Retórica y uno de los mejores oradores religiosos- la implantación de la Compañía de Jesús, de la que fue gran defensor. Fue allí confesor de los reyes y Provincial de los Dominicos de Portugal. 

#### Encontronazo con el inquisidor Fernando de Valdés
En 1559 se inició un proceso inquisitorial contra el arzobispo Bartolomé de Carranza, O.P., que salpicó a Fr. Luis. La investigación se había iniciado un año antes por el Inquisidor general Fernando de Valdés, pidiendo informes a teólogos de prestigio. Uno de ellos fue Domingo de Soto, O.P., al que se le pidió su opinión sobre el Catecismo de Carranza y sobre Fray Luis. Soto, indignado, contestó:

No quiero contraer nombre de perseguidor de obras ni personas espirituales.

También se pidió opinión a Fr. Melchor Cano, O.P., que hizo una censura negativa tanto de Carranza como de Fray Luis. Le acusa de "haber prometido camino de perfección común e general a todos los estados, sin voto de castidad, pobreza e obediencia", principios que suenan erasmistas. Su Libro de la oración y meditación es puesto en el Índice español de 1559, aunque se sigue editando en el extranjero, pero esta obra y su Guía de pecadores (1556), también incluida en el Índice español, son revisadas y aprobadas por el Concilio de Trento y el Papa Pío IV, acaso a instancias de San Carlos Borromeo (1538-1584), cardenal y arzobispo de Milán y gran entusiasta de sus obras.

#### Vida en Portugal
En 1556 fue elegido provincial de la Provincia de Portugal de la Orden de Predicadores, a pesar de ser castellano. Ocupará este cargo hasta 1560. Como predicador de reconocido prestigio, pasó el resto de su vida sobre todo entre Évora y Lisboa. La corte del rey de Portugal acostumbraba a consultarle en asuntos delicados de gobierno. En varias ocasiones se le ofreció el cargo de obispo, que rechazó sin vacilar. En 1562 fue nombrado Maestro en Sagrada Teología, el más alto título académico que concede la Orden de Predicadores. Al final de su vida en Portugal tuvo que soportar una nueva cruz:

Al final de su vida, tan clara y gloriosa, una nueva ligera sombra. Otra nueva cruz en esta carrera tan brillante: la superchería de aquella monja milagrera—sor María de la Visitación, priora del convento de la Anunciada, de Lisboa—que 
fingía milagros y mentidas llagas. Engañó a muchos, entre ellos a fray Luis de Granada, viejo de ochenta y cuatro años que «de un ojo no veía nada y del otro casi nada», como escribía él mismo, añadiendo: «Bien puede ser engañado de otros quien no usa ni sabe engañar». Era, por demasiado bueno, un alma candorosamente infantil.

Murió en Lisboa el 31 de diciembre de 1588, mientras escribía. 

## Influencia
Consta que sus obras fueron leídas y alabadas por Santa Teresa de Jesús, O.C.D., San Juan de Avila, San Juan de Ribera, San Carlos Borromeo y San Francisco de Sales. El obispo Bossuet, uno de los más reconocidos oradores sagrados de la historia, llamaba a Fray Luis el "Cicerón español".

## Obras principales

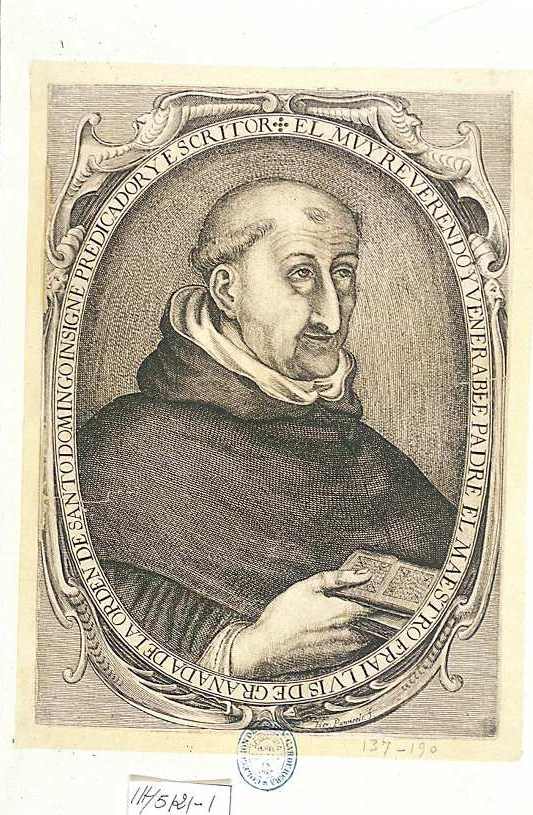
Fray Luis de Granada, grabado de Herman Panneels, ilustración de Luis Muñoz, Vida del P. M. Fray Luis de Granada, Madrid, 1639.

El incidente con la Inquisición española explica en parte el motivo por el que las ediciones aparecidas en España a partir de 1566 del Libro de la oración y meditación muestran no pocas modificaciones. Junto a su traducción romanzada del Contemptus mundi (1536), más conocido hoy en día como la Imitación de Cristo, de Tomás de Kempis, traduce también y anota, en 1562, el Libro llamado Escala espiritual, de San Juan Clímaco. La obra de fray Luis de Granada, él mismo la reparte en tres lenguas: latín, castellano y portugués. Entre su rica producción está su Manual de diversas oraciones y espirituales ejercicios y su Suma cayetana, obra de casos de conciencia, ambas de 1557; la antología Compendio de vida cristiana y el Tratado de la oración, ambos impresos en 1559 y este último atribuido a San Pedro de Alcántara, quien en realidad habría compendiado el Libro de la oración y meditación de fray Luis de Granada. La edición fue revisada y enmendada por fray Luis a pedido del editor Juan Blavio, quien sin embargo la publicó a nombre del santo franciscano, aumentando la confusión. En 1565 publicó los dos volúmenes del Memorial de la vida cristiana, en el que expone el camino para responder al llamado a la santidad; en 1566 reedita con correcciones y algunas supresiones el Libro de la oración y meditación, que queda fundamentalmente igual, y al año siguiente hace lo propio con la Guía de pecadores, pero esta vez sí totalmente rehecha. Así siguen otros diversos trabajos, incluida su famosa Introducción al Símbolo de la Fe, de 1583, y el Sermón en el que se da aviso que en las caídas públicas..., que vio luz en el mismo año de su muerte. Finalmente, algunas otras obras fueron ya publicadas póstumamente. El autor granadino es también responsable de un rico Epistolario. Vida ejemplar de las abejas.
Fr. Justo Cuervo, O.P., hizo una monumental edición crítica de las Obras de fray Luis de Granada (Madrid, 1906, catorce tomos en cuarto); en texto menos depurado pueden consultarse en los volúmenes 6.º, 8.º y 11.º de la Biblioteca de Autores Españoles (BAE)

### Ediciones recientes
- López-Muñoz, Manuel (2010). Fray Luis de Granada . Los seis libros de la Retórica Eclesiástica o Método de Predicar. Instituto de Estudios Riojanos. ISBN 978-84-96637-91-7.
- — (2006). Vida de Cristo: para conocer, amar e imitar a nuestro Señor. Edibesa. ISBN 978-84-8407-673-5.
- — (2005). Guía de pecadores. Simancas Ediciones. ISBN 978-84-96528-50-5.
- — (2003). Pasión de nuestro Señor Jesucristo. Ediciones Sígueme. ISBN 978-84-301-1483-2.
- — (2002). Vida de María: vida y misterio de la Santísima Virgen. Edibesa. ISBN 978-84-8407-296-6.
- — (2000). Vida del Padre Maestro Juan de Ávila. Edibesa. ISBN 978-84-8407-165-5.
- — (1999). Libro de oración. Biblioteca de Autores Cristianos. ISBN 978-84-7914-412-8.
- — (1997). Vida de Jesucristo. Ediciones Rialp. ISBN 978-84-321-1807-4.
- Thomas à Kempis (2000). Imitación de Cristo (Primer tratado). Editorial Debate. ISBN 978-84-8306-303-3. Traducción de Fray Luis de Granada